# Christian Arvidsson
Christian Arvidsson, född 19-20 augusti 1800 i Ödsmål, Bohuslän, död 4 april 1877 i Göteborg, var en svensk grosshandlare. Han var son till Arvid Carlsson (1766–1845) och Börta Larsdotter (1776–1842). Hans firma hette Chr Arvidsson & Co.
Han var från 1831 medlem i The Royal Bachelors´ Club och blev 1851 direktör för Lånekontoret i Göteborg, som bedrev Riksbankens utlåningsrörelse för Hallands, Göteborgs och Bohus, Älvsborgs och Skaraborgs län.

Parasoll från Kina, något defekt, ur Världskulturmuseets samlingar.

I samlingarna på Världskulturmuseet i Göteborg finns sex föremål från Kina, en sabel och fem parasoller, insamlade och donerade av Arvidsson.